# Herb Wielichowa
Herb Wielichowa – jeden z symboli miasta Wielichowo i gminy Wielichowo w postaci herbu.

## Wygląd i symbolika
Herb przedstawia na białej tarczy herbowej czerwonego byka złotymi rogami zwróconego w heraldycznie lewą stronę, kroczącego po zielonej murawie. Nad nim złota gwiazda sześcioramienna.
Herb nawiązuje do herbu szlacheckiego Ciołek, którym posługiwał się założyciel miasta biskup Stanisław Ciołek.

## Historia
Założone w 1429 roku miasto posługiwało wizerunkiem ciołka (skierowanego w heraldycznie prawą stronę) z herbu założyciela miasta. W XVII wieku do herbu dodano sześciopromienną gwiazdę.